# Lecomtedoxa nogo
Lecomtedoxa nogo – gatunek rośliny należący do rodziny sączyńcowatych. Drzewo będące endemitem Gabonu.